# Haldane of the Secret Service
Haldane of the Secret Service er en amerikansk stumfilm fra 1923 af Harry Houdini.

## Medvirkende
- Harry Houdini som Heath Haldane
- Gladys Leslie som Adele Ormsby
- William J. Humphrey som Edward Ormsby
- Richard Carlyle som Joe Ivors
- Edward Boulden som Raoul Usher
- Jane Jennings som Mrs. Clive Usher
- Charles Fang som Ah Ling